# Meret Felde
Meret Felde, nata Wittje (10 luglio 1999), è una calciatrice tedesca, difensore del Friburgo.
Pur vestendo principalmente la maglia della formazione riserve del Wolfsburg II, condivide con le compagne i due titoli di campione di Germania e due Coppe di Germania, ha inoltre vestito più volte la maglia delle nazionali giovanili, vincendo l'edizione di Svizzera 2018 del campionato europeo Under-19 di categoria.

## Statistiche

### Presenze e reti nei club
Statistiche (parziali) aggiornate all'11 dicembre 2022.
| Stagione         | Squadra          | Campionato       | Campionato | Campionato | Coppe nazionali | Coppe nazionali | Coppe nazionali | Coppe internazionali | Coppe internazionali | Coppe internazionali | Altre coppe | Altre coppe | Altre coppe | Totale | Totale |
| Stagione         | Squadra          | Comp             | Pres       | Reti       | Comp            | Pres            | Reti            | Comp                 | Pres                 | Reti                 | Comp        | Pres        | Reti        | Pres   | Reti   |
| ---------------- | ---------------- | ---------------- | ---------- | ---------- | --------------- | --------------- | --------------- | -------------------- | -------------------- | -------------------- | ----------- | ----------- | ----------- | ------ | ------ |
| 2017-2018        | Wolfsburg        | BL               | 0          | 0          | CG              | 1               | 0               | UWCL                 | -                    | -                    | -           | -           | -           | 1      | 0      |
| 2018-2019        | Wolfsburg        | BL               | -          | -          | CG              | -               | -               | UWCL                 | -                    | -                    | -           | -           | -           | -      | -      |
| Totale Wolfsburg | Totale Wolfsburg | Totale Wolfsburg | 0          | 0          |                 | 1               | 0               |                      | -                    | -                    |             | -           | -           | 1      | 0      |
| 2019-2020        | Friburgo         | BL               | 11         | 1          | CG              | 0               | 0               |                      | -                    | -                    |             | -           | -           | 11     | 1      |
| 2020-2021        | Friburgo         | BL               | 18         | 0          | CG              | 3               | 0               |                      | -                    | -                    |             | -           | -           | 21     | 0      |
| 2021-2022        | Friburgo         | BL               | 21         | 0          | CG              | 0               | 0               |                      | -                    | -                    |             | -           | -           | 21     | 0      |
| 2022-2023        | Friburgo         | BL               | 10         | 0          | CG              | 2               | 0               |                      | -                    | -                    |             | -           | -           | 12     | 0      |
| Totale Friburgo  | Totale Friburgo  | Totale Friburgo  | 60         | 1          |                 | 5               | 0               |                      | -                    | -                    |             | -           | -           | 65     | 1      |
| Totale carriera  | Totale carriera  | Totale carriera  | 60         | 1          |                 | 6               | 0               |                      | -                    | -                    |             | -           | -           | 66     | 1      |

## Palmarès

### Club

#### Competizioni nazionali
- Campionato tedesco: 2

Wolfsburg: 2017-2018, 2018-2019
- Coppa di Germania: 2

Wolfsburg: 2017-2018, 2018-2019

### Nazionale
- Campionato europeo femminile Under 19 di calcio: 1

Svizzera 2018